# いかす走り屋チーム天国
いかす走り屋チーム天国（いかすはしりやちーむてんごく）とは、1989年から三栄子会社のサンプロスによって開催されている、アマチュアナンバーワンを決めるドリフト走行イベントである。略称は「いか天」。

## 来歴・概要
1989年初開催。企画はビデオオプションの「ドリフトコーナー」が元になっており、D1グランプリはこのイベントから派生して生まれた。2018年末までに、地方大会が156回、全国大会が15回開催されている。タイトルは同年に始まったテレビ番組の「いかすバンド天国」のパロディ。
当初は全国各地の走り屋チームが集い腕を競う、ドリフトのトップ大会という意味合いが強かったが、徐々にバラエティー要素が強まり、和気あいあいとしたドリフトイベントに変化した。初期から中期にかけては掲載がビデオオプションもしくはドリフト倶楽部だったが、D1グランプリの開始とドリフト天国ビデオの制作が始まった事から、2001年の地方大会第71回及び全国大会第7回より掲載がドリフト天国ビデオへと移っている。同時にナンバーワンドリフトイベントだったキャッチコピーが、アマチュア日本一へとなった。
かつてはD1シリーズへのステップアップカテゴリーにもなっており、横井昌志などがライセンスを発給され、D1ストリートリーガルへステップアップした。また、D1ドライバーがチームを率いて参戦したり、本番前のデモラン担当や審査員として大会に携わったりしたこともある。
2019年以降は開催されていないが、中止理由や再開予定などに関して運営側からの具体的なアナウンスは無い。2021年にはエビスサーキット南コースにて、過去の成績優秀者を集めた「レジェンド大会」が開催された。
2024年4月、6年ぶりに復活することがビデオオプションを通じて発表され、7月20日に名阪スポーツランドにて復活第1弾（通算157回目）のイベントが開かれた。

## 特徴
「チーム」と名称に付く通り、個人単位ではなくチーム（基本的に5人）で参戦する。走行前には各チームの紹介が行われ、審査員が各車両を回ってチェックする。ドライバー紹介では、目立つために仮装や裸ギリギリになったり、審査員に飲み物や地元の名産品を渡したりする参加者もいる。
採点基準はドリフト走行の技術を中心とする一方、走り屋の目的に「目立つ」ことが含まれることから、大会としての盛り上げや映像の絵作りについても加点する。第154回から第156回にかけては、チーム紹介も採点されていた。
D1グランプリとの違いは、プロ化されていない事はもちろんだが、応募に特別な条件が要らないこと、審査員が回によって違う（ただし、土屋圭市・鈴木学・織戸学・野村謙など、大半の回に審査員として登場している人物はいる）こと、そして個人戦の他に団体戦が存在することである。

### 個人戦
予選に相当。各出場者が1台ずつドリフトを行い、100点満点で審査員が採点する。採点結果はチームごとに合計し、上位4チームが団体戦に進出する。ただし、2024年の復活大会では実施されず、後述の団体戦のみで争われた。
スピードや角度があること、エンジンを回し続けること、戻りがないことなどが高得点に必要な条件。一方、大きなクラッシュや審査席、カメラマンへのクラッシュなどで見せ場を作った場合、その心意気を買って100点満点をつけることがある。

### 団体戦
個人戦の上位4チームがトーナメント方式で対戦し、優勝を争う。個人戦の1位と4位、2位と3位が1回戦として対戦し、それぞれの勝者が決勝へ進む。個人戦で車両が損傷した場合、団体戦での走行までに修理するか、Tカーの用意があれば代替も可能。
対戦では5人が1チームとなって列をなして走行し、5台の接近度が審査の対象となる。各車両がサイドで接触してもドリフトを継続した場合はペナルティは取らないが、接触の結果ドリフトや走行が止まってしまった場合は原則としてペナルティとなる。一方、個人戦と同様に、接触の結果見せ場を作った場合は採点にボーナスがつく場合がある。例として、複数の車両が接触の結果全く同じ角度でスピンし、整列して止まった場合がある。
ドリフトは1台での走行でもクラッシュの可能性が高いが、5台同時走行のため、更にクラッシュの可能性が高くなる。上手く決まった時の迫力と芸術性はD1グランプリの追走にも引けを取らないが、出場者が基本的にアマチュアドライバーであることも相まって、激しいクラッシュや接触による廃車率も高い。
D1もエキシビジョンとして団体戦を何度も行っているが、トップカテゴリーで戦う追走慣れしているD1ドライバーですら路面の凹凸や細かい操作1つでクラッシュすることがあるのを見れば、アマチュア選手が5台連なってドリフトをすることの難易度が如何に高いかは容易に想像できる。
第154回から第156回にかけては、審査員のD1ドライバーがそれぞれの担当するチームをレクチャーし、出場者と監督の二人三脚で勝利を狙うという形がとられた。

### 表彰
団体戦の優勝チーム、および大会を一番盛り上げたと審査員が認めた出場者1名に賞品を授与する。優勝チームの賞品は車両のメンテナンス用品やサーキットの利用チケット、大会を一番盛り上げた出場者には記念品を贈呈することが多かった。

### 車両
参加者の車両は、シルビアや180SX、AE86、チェイサー、マークIIなどのドリフトでは定番とされる車種が多い一方で、S2000やステージア、カプチーノなどのドリフト界ではそれほどポピュラーではない車種も出場したことがあり、トップカテゴリーの大会に比べ多様な車種が出走している。また、シビックなどのFF車による「Fドリ」に挑んだ参加者もおり、2013年にはFF車限定の大会も開催された。

### 初期の採点方法
いか天開始当初はドリフトの技術や習得法が一般的に認知されておらず、ドリフトもままならないまま出場する人間も多かったことから、採点方法は分かりやすく下記の海洋生物であった。採点が下されるとそれぞれの海洋生物のプラカードが掲げられ、画面隅にマークが表示された。だがドリフトの認知も高くなり、技術が拮抗し始めると採点が「銀タコ95」など点数を併せて呼称するようになり、さらに現在ではこの呼び方は完全に無くなってしまった。
ちなみに「タコ」のマークはごく初期の圭オフィスの製品のマークとしても利用されていた。
- 銀タコ - 銀色のタコのマーク。ドリフトが審査コーナーの最初から最後まで綺麗に持続するレベル。現在の90点以上に相当。
- タコ - 肌色のタコ。なんとかドリフトが持続するレベル。現在の80点以上に相当。
- イカ - 文字通りイカのイラスト。入り口からクリッピングポイントまで、またはクリッピングポイントから出口までなんとかドリフトができるレベル。現在の50点以上に相当。
- ウニ - ドリフトと形容しがたい、「単にちょっと滑っただけ」あるいはドリフトをしようとしてスピンしてしまったなど。現在の30点以上に相当。
- クラゲ - もはやコース上を単に走っただけ。現在の29点以下に相当。

### その他
審査員席のあるテントは、しばしばコースのエスケープゾーンやコース脇の土手の上などに設置されている。そのため、審査員席近くでコースアウトした車両が砂利を跳ね上げて審査員を直撃したり、接触でコントロールを失った車両がそのまま審査席へ飛び込んでしまうことがある。
クラッシュが見せ場になりやすいことから、通常の自動車競技なら深刻な実況になる場面で笑いが入ることが多い。一方、審査員に危機が及ぶようなクラッシュやコースアウトが起きるとギャラリーが爆笑し、それに対して審査員が怒るシーンもある。